# Conrad Phillips
Conrad Phillips (* 13. April 1925 als Conrad Philip Havord in London; † 13. Januar 2016 in Chippenham, Wiltshire, England) war ein britischer Schauspieler.

## Leben
Phillips trat im Alter von 17 Jahren in die Royal Navy ein und diente in ihr im Zweiten Weltkrieg. Nach seiner Ausmusterung 1945 nahm er Schauspielunterricht an der Royal Academy of Dramatic Art. Nach dem Ende seiner Ausbildung spielte er in einigen britischen Spielfilmen, darunter die Rolle des Harold in der populären Miss-Marple-Verfilmung 16 Uhr 50 ab Paddington mit Margaret Rutherford. Nachdem Phillips in einigen britischen Mantel-und-Degen-Serien der 1950er Jahre mitgewirkt hatte, erhielt er 1958 die Titelrolle in der ITV-Serie William Tell. Von der in der Schweiz des 14. Jahrhunderts spielenden Abenteuerserie wurden bis 1959 39 Episoden produziert. Nach dem Ende der Serie war er bis Mitte der 1960er Jahre in einigen weiteren Spielfilmen wie dem Hammer-Horrorfilm Schatten der Katze zu sehen, diese Engagements wurden jedoch zunehmend seltener. Er wirkte danach hauptsächlich als Gaststar in verschiedenen Fernsehformaten mit, darunter in den auch in Deutschland populären Serien Simon Templar, Mit Schirm, Charme und Melone und Nummer 6. Daneben stand er regelmäßig auf der Theaterbühne. Zwischen 1981 und 1986 war er in der wiederkehrenden Rolle des Christopher Meadows in der Seifenoper Emmerdale zu sehen. Nach einem letzten Fernsehauftritt 1991 zog er sich aus dem Schauspielgeschäft zurück.
Phillips war in zweiter Ehe verheiratet. Aus der zweiten Ehe gingen zwei Töchter hervor; sein Sohn aus erster Ehe starb 1982.

## Filmografie (Auswahl)

### Film
- 1950: Lilli Marlene
- 1952: Erpresserin (The Last Page)
- 1953: In den Fängen der Unterwelt (Three Steps to the Gallows)
- 1956: Panzerschiff Graf Spee (The Battle of the River Plate)
- 1956: Zarak Khan (Zarak)
- 1960: Der rote Schatten (Circus of Horrors)
- 1960: Söhne und Liebhaber (Sons and Lovers)
- 1961: 16 Uhr 50 ab Paddington (Murder She Said)
- 1961: Schatten einer Katze (The Shadow of the Cat)
- 1961: Und morgen alles (No Love for Johnny)
- 1961: The Fourth Square
- 1963: Himmlische Freuden (Heavens Above!)

### Fernsehen
- 1958–1959: William Tell
- 1962–1963: Richard Löwenherz (Richard the Lionheart)
- 1964: Simon Templar (The Saint)
- 1965: Mit Schirm, Charme und Melone (The Avengers)
- 1967: Nummer 6 (The Prisoner)
- 1969: Callan
- 1971: UFO
- 1975: Fawlty Towers
- 1981–1988: Emmerdale
- 1984: Robin Hood (Robin of Sherwood)
- 1986: Sherlock Holmes (The Return of Sherlock Holmes)
- 1987–1988: Wilhelm Tell – Kämpfer der Gerechtigkeit (Crossbow)